# Orlando Zapata
Orlando Zapata Tamayo, född 
15 maj 1967 i Santiago de Cuba, död 23 februari 2010 i Havanna, var en kubansk murare, rörmokare och demokratiaktivist som dog efter 82 dagars hungerstrejk.

## Politiskt engagemang
Zapata var medlem i Movimiento Alternativa Republicana och Consejo Nacional de Resistencia Civil.
Zapata greps första gången den 6 december 2002 av företrädare för den kubanska polisen anklagad för förakt, han satt i fängelse i över tre månader. Den 20 mars 2003, 13 dagar efter det att han frigavs, greps han för andra gången under den så kallade Kubavåren och fängslades återigen, denna gång i Camagüey.
Vid tiden för gripandet deltog han i en hungerstrejk arrangerad av föreningen för att främja ett civilt samhälle. Meningen med hungerstrejken var att få flera kamrater frisläppta. Zapata anklagades för förakt och olydnad; och dömdes till 36 års fängelse efter flera rättsliga processer. Amnesty International klassade honom som samvetsfånge.

## Hungerstrejk
I början av december, 2009, påbörjade Zapata en ny hungerstrejk som en protest mot den kubanska diktaturen och fängelseförhållandena med upprepad fysisk och psykisk misshandel mot honom och andra politiska fångar och samvetsfångar. Han ville också bli behandlad som en samvetsfånge och inte som en kriminell. Han protesterade mot tvånget att bära bden vanliga gråa kubanska fängelseuniformen som är avsedd för brottslingar. Han vägrade äta all annan föda än den hans mor gav honom. Hon besökte honom var tredje månad. Enligt organisationen Directorio Democratico Cubano förnekade kriminalvårdsmyndigheterna Zapata vatten i 18 dagar, vilket ledde till hans försämrade hälsa och njursvikt.
Zapata framhärdade i hungerstrejken och lades så småningom in på Camagüeysjukhuset där han mot sin vilja gavs vätska intravenöst. Den 16 februari 2010 försämrades hans tillstånd och han förflyttades till Hermanos Almenjeiras sjukhus i Havanna, där han slutligen avled den 23 februari 2010.